# 吕济奈
吕济奈（法語：Luzinay，法語發音：[lyzinɛ]）是法国伊泽尔省的一个市镇，属于维埃纳区。

## 地理
吕济奈（45°35'20"N, 4°57'14"E）面积18.96 平方千米，位于法国奥弗涅-罗讷-阿尔卑斯大区伊泽尔省，该省份为法国东南部内陆省份，北起顺时针与安省、萨瓦省、上阿尔卑斯省、德龙省、阿尔代什省、卢瓦尔省和罗讷省。
与吕济奈接壤的市镇（或旧市镇、城区）包括：沙波奈、圣瑞斯特沙莱桑、塞普泰姆、塞尔派兹、维莱特德维埃纳。

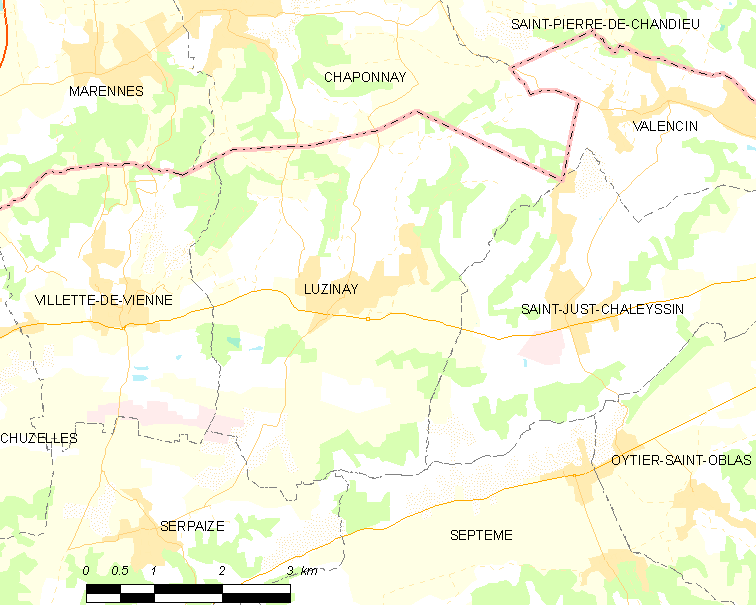
吕济奈的OSM定位图

吕济奈的时区为UTC+01:00、UTC+02:00（夏令时）。

## 行政
吕济奈的邮政编码为38200，INSEE市镇编码为38215。

## 政治
吕济奈所属的省级选区为维埃纳第一县。

## 人口

1962-2008年间吕济奈人口变化图示

吕济奈于2022年1月1日时的人口数量为2438人。